# Ирвин, Монте
Монфорд Меррилл «Монте» Ирвин (англ. Monford Merrill «Monte» Irvin, 25 февраля 1919, Халберг, Алабама — 11 января 2016, Хьюстон, Техас) — американский бейсболист, аутфилдер. после завершения карьеры игрока — спортивный функционер. Один из первых чернокожих игроков в Главной лиге бейсбола. Победитель чемпионата Негритянской лиги 1946 года в составе «Ньюарк Иглз». Победитель Мировой серии 1954 года в составе «Нью-Йорк Джайентс». Номер 20, под которым он выступал, выведен клубом из обращения в 2010 году. Член Национального Зала славы бейсбола с 1973 года. Также избран в Залы славы бейсбола в Мексике, Пуэрто-Рико и на Кубе.

## Биография

### Ранние годы
Монфорд Меррилл Ирвин родился 25 февраля 1919 года в Халберге, штат Алабама. В семье Кьюпида Александера и Мэри Элизы Ирвинов он был восьмым из тринадцати детей. Его отец, как и многие чернокожие жители Юга в начале XX века, был издольщиком. Надежда на лучшую жизнь на Севере и постоянная угроза насилия стали причинами, по которым его семья переехала сначала в Блумфилд, а затем в Ориндж в Нью-Джерси. Родители Монфорда также видели там больше возможностей для своих детей. Одной из них стал бейсбол. В своей автобиографии Ирвин писал, что шёл в музыкальный магазин за саксофоном, но увидел в витрине по пути бейсбольную перчатку и это решило его судьбу.
В 1937 году Монфорд окончил старшую школу Оранж-Хай, став одним из лучших атлетов в её истории, успешно играя в футбол, баскетбол, бейсбол и занимаясь лёгкой атлетикой. Ирвин заработал шестнадцать нашивок в четырёх видах спорта, в том числе установил рекорд штата в метании копья. При этом в выпускной вечер из-за цвета кожи ему и его другу было отказано в обслуживании в одном из городских кафе. Университет Мичигана приглашал Монте в свою футбольную программу, но он был вынужден отказаться от предложения, так как не имел достаточно средств для переезда в Анн-Арбор. Вместо этого Ирвин поступил в университет Линкольна в Пенсильвании, где учился вместе с будущим президентом Ганы Кваме Нкрумой. Спустя полтора года Монфорд ушёл из университета из-за разногласий с тренером футбольной команды и проблем со стипендией.

### Негритянская лига
Ещё во время учёбы в школе он начал играть за городскую полупрофессиональную команду «Оранж Трайэнглс». На поле Ирвин выходил под именем Джимми Нельсона, чтобы сохранить статус любителя и возможность выступлений за команду школы и, возможно, колледжа. После окончания обучения Монфорд оказался в составе клуба «Ньюарк Иглз» из Негритянской национальной лиги, где успешно играл на позициях игрока третьей базы и шортстопа. Владельцы клуба Эйб и Эффа Манли заплатили ему меньше, чем предлагали другие команды Негритянской лиги, но смогли убедить Ирвина, что он сэкономит больше денег играя рядом с домом. В 1939 году его заработок составлял всего 150 долларов в месяц, хотя эта сумма всё равно превышала доходы его отца. Но когда Ирвин поднял вопрос о повышении его зарплаты Эффа Манли ответила отказом. После этого он согласился на щедрое предложение бизнесмена Хорхе Паскеля и уехал играть в Мексику.
Вторым клубом в его карьере стал «Веракрус Блюз». Из-за формальностей, связанных с переходом, Ирвин пропустил около трети чемпионата, но всё равно стал лучшим в лиге по числу хоум-ранов (20) и показателю отбивания (39,7 %). Также он получил награду Самому ценному игроку чемпионата. Монфорд называл год, проведённый в Мексике, лучшим в своей жизни, отмечая что он мог свободно пойти в любой театр или ресторан. Ирвин планировал провести в клубе и сезон 1943 года, но был призван в армию, несмотря на травму колена, полученную ещё в школьные годы, и наличие жены и маленькой дочери.
В рядах вооружённых сил Монфорд провёл три года. Он попал в инженерные войска и сначала находился в Англии. Ирвин рассказывал бейсбольному историку Джиму Райли, что он строил мосты и дороги и был очень далёк от бейсбола. 1 августа 1944 года его подразделение высадилось на Омаха-Бич. Позднее 1313-й батальон, в котором служил Ирвин, был развёрнут в Реймсе на второй линии союзных войск во время боёв в Арденнах. Домой он вернулся 1 сентября 1945 года, в конце службы лишившись звания старшего сержанта из-за опоздания из увольнения. Помимо трёхлетнего перерыва в карьере, война принесла Ирвину психологические проблемы и заболевание внутреннего уха. Генеральный менеджер «Бруклин Доджерс» Бранч Рикки предлагал ему подписать контракт, но Монте отказался, сославшись на плохую физическую форму. В октябре он вернулся в состав «Ньюарка», а во время зимнего перерыва уехал играть в Пуэрто-Рико.
Сезон 1946 года «Иглз» начали с ноу-хиттера в игре открытия, который сыграл ещё один ветеран Второй мировой войны Леон Дэй. Это укрепило надежды владельцев команды Эйба и Эффы Манли на успех в чемпионате. Ирвин играл важную роль в нападении клуба, став лучшим отбивающим лиги с показателем 40,4 %. Его выступления в семиматчевой финальной серии сезона против «Канзас-Сити Монаркс» были ещё лучше — 46,2 % результативных ударов и три хоум-рана. 1946 год также ознаменовался началом интеграции чернокожих игроков в Главную лигу бейсбола — Джеки Робинсон начал выступления за фарм-клуб «Бруклин Доджерс». При этом большинство владельцев команд Негритянской лиги высказывали мнение, что первым должен был стать Ирвин.

### Главная лига бейсбола
8 июля 1949 года Ирвин и Хэнк Томпсон подписали контракты с «Нью-Йорк Джайентс». Главный тренер команды Лео Дерошер заявил, что эти два игрока помогут им выиграть лигу и Мировую серию и ему наплевать какого цвета они цвета. В МЛБ Монте дебютировал в возрасте тридцати лет, через два года после Джеки Робинсона.
Первый полный сезон в Главной лиге бейсбола Ирвин провёл в 1951 году. Именно этот год закрепил за ним статус одного из величайших игроков в истории. В матчах регулярного чемпионата он отбивал с показателем 31,2 %, выбил 24 хоум-рана и набрал 121 RBI. В борьбе за титул Самого ценного игрока лиги он уступил только Рою Кампанелле и Стэну Мьюзелу. Показатель эффективности игры Монте в защите составил 99,6 %, в играх сезона он допустил всего одну ошибку. По девяти статистическим показателям атакующих игроков Ирвин вошёл в число десяти лучших игроков лиги. Столь же блестяще он играл и в Мировой серии, отбивая с показателем 45,8 %. В первой игре против «Нью-Йорк Янкис» Монфорд смог украсть дом, приведя болельщиков своей команды в восторг. В том же году в составе «Джайентс» появился Уилли Мейс, будущая звезда лиги, и Ирвин стал наставником для молодого игрока. В 2012 году в интервью для официального сайта лиги Мейс сказал, что Монте был для него старшим братом и помог ему понять жизнь в Нью-Йорке.
Весной 1952 года в выставочной игре в Денвере Ирвин сломал левую ногу. Из-за этой травмы он смог принять участие всего в 46 играх регулярного сезона, в котором «Джайентс» уступили первое место в лиге «Бруклин Доджерс». Несмотря на это, он был приглашён в сборную Национальной лиги на Матч всех звёзд МЛБ. Восстановился полностью Монте к чемпионату 1953 года, но его игра не смогла компенсировать потерю Уилли Мейса, призванного в армию, и команда финишировала только пятой.
Мейс вернулся в состав перед стартом чемпионата 1954 года и «Джайентс» смогли оправдать ожидания болельщиков. Команда одержала победу в Национальной лиге, а в играх Мировой серии не оставила никаких шансов «Кливленду», одержавшему в регулярном сезоне 111 побед. Ирвин в финальных матчах сезона проявил себя не так ярко, как в 1951 году, сумев реализовать лишь два выхода на биту из девяти.
В 1955 году Монфорд сыграл за «Нью-Йорк» только 51 матч. Большую часть сезона он провёл в команде Американской Ассоциации «Миннеаполис Миллерс» и помог ей завоевать чемпионский титул. На декабрьском драфте его выбрали «Чикаго Кабс» и в январе Ирвин подписал с клубом контракт на один сезон. В составе «Кабс» в чемпионате 1956 года Ирвин провёл 111 игр, после чего завершил свою восьмилетнюю карьеру в Главной лиге бейсбола. Последние матчи в профессиональном бейсболе он сыграл весной 1957 года в Лиге Тихоокеанского побережья за «Лос-Анджелес Энджелс».

### После завершения карьеры
Завершив игровую карьеру, Ирвин работал в компании Rheingold Brewery и был скаутом клуба «Нью-Йорк Метс». Затем на протяжении семнадцати лет он трудился в офисе комиссара Главной лиги бейсбола Боуи Кьюна, став одним из первых чернокожих спортивных функционеров. В 1972 году Монте принимал участие в поиске компромисса между руководством лиги и аутфилдером Кертом Флудом. Дело слушалось в Верховном суде и завершилось расширением прав игроков, имеющих статус свободного агента. Во время забастовки игроков в том же году Ирвин советовал Кьюну не соглашаться на требования профсоюза, так как, по его мнению, это привело бы к существенному росту зарплат и цен на билеты, негативно отразившись на бейсболе в целом. С должности он ушёл вместе с Кьюном в 1984 году.
В 1972 году Ирвина вместе с Роем Кампанеллой, Джошем Гибсоном и Бобби Авилой избрали в мексиканский Зал славы бейсбола. На следующий год Монте был избран в Зал славы бейсбола в Куперстауне, став в нём четвёртым игроком из Негритянской лиги после Сатчела Пейджа, Джоша Гибсона и Бака Леонарда. Также он включён в Залы бейсбольной славы в Пуэрто-Рико и на Кубе. С 1981 года Ирвин является членом Зала спортивной славы штата Алабама.
После смерти в 2003 году бывших партнёров по «Иглз» Макса Мэннинга и Ларри Доби, Монфорд остался последним живым из состава команды, выигравшей в 1946 году чемпионат Негритянской лиги.

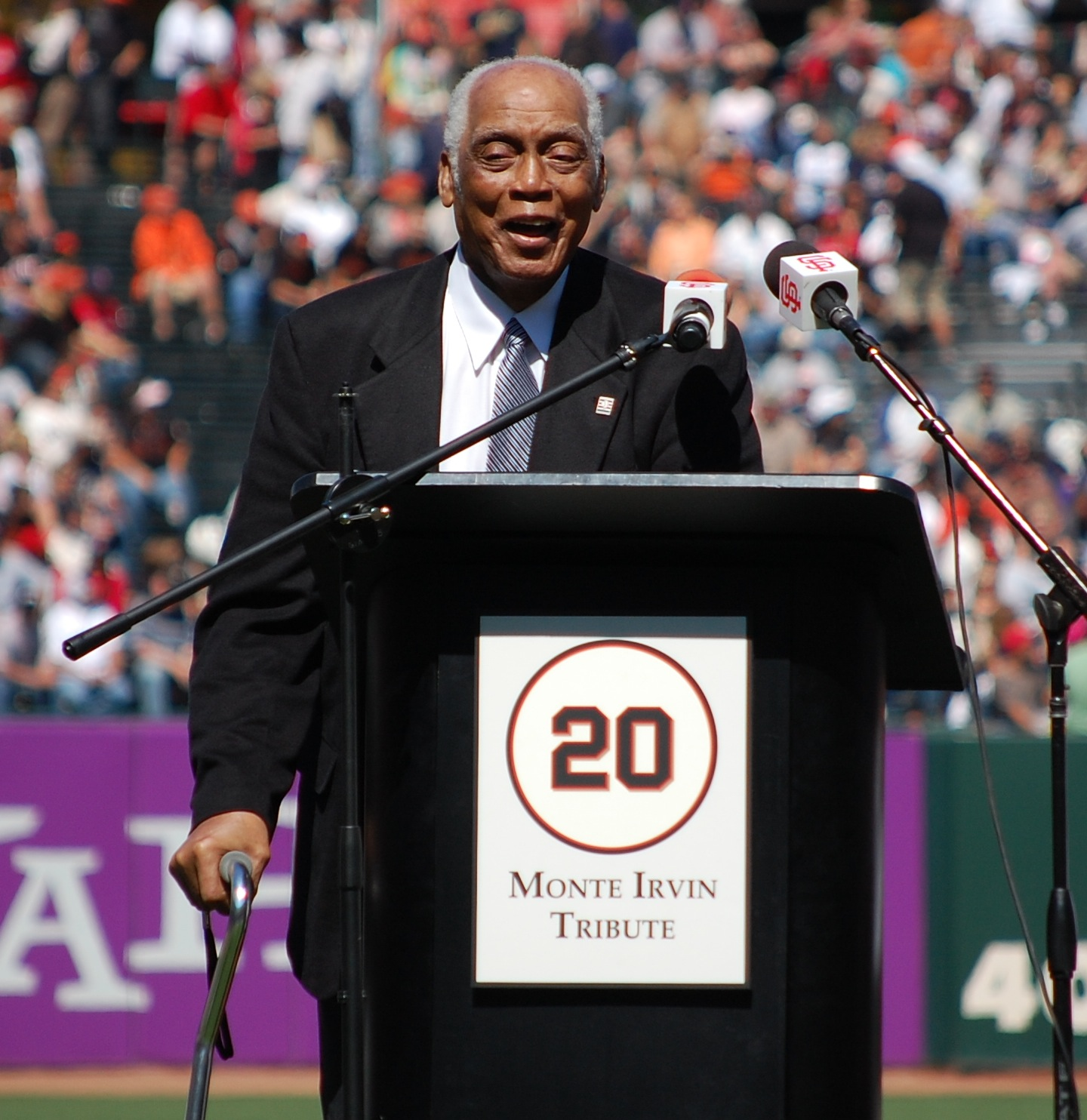
Монте Ирвин на церемонии в честь вывода своего номера из обращения, 2010 год.

В 2008 году умерла его супруга Доринда «Ди» Оти, родившая ему двух дочерей Патришу и Памелу. Вместе они прожили шестьдесят семь лет. Когда у Ирвина спрашивали в чём секрет их семейного счастья, он отшучивался: «Я выучил слово «да» на семи языках».
В июне 2010 года «Сан-Франциско Джайентс» вывели из обращения номер 20, под которым играл Монте. Церемония прошла на поле стадиона «AT&T-парк» перед игрой с «Бостон Ред Сокс». Комиссар лиги Бад Селиг в своём поздравлении отметил, что Ирвин «замечательным образом представлял бейсбол на поле и вне его». В октябре того же года он вместе с Уилли Мейсом, Уилли Маккови, Гейлордом Перри, Хуаном Маричалем и Орландо Сепедой участвовал в церемонии открытия первой игры Мировой серии.
В мае 2015 года президент и генеральный менеджер «Джайентс» Ларри Баер и Бобби Эванс вручили Ирвину чемпионский перстень за победу в Мировой серии 1954 года. Оригинал был украден из дома Монте ещё в 1960-х годах. Летом он вошёл в состав делегации клуба на приёме в Белом доме у Барака Обамы.
Скончался Монфорд Ирвин 11 января 2016 года в Хьюстоне. Ему было 96 лет. В октябре 2016 года в Оранже в парке, названном в его честь, был установлен памятник игроку.